# Parafia św. Katarzyny w Dziektarzewie
Parafia pw. św. Katarzyny w Dziektarzewie – parafia należąca do dekanatu płońskiego północnego, diecezji płockiej, metropolii warszawskiej. Poprzednio należała do dekanatu płońskiego, diecezji płockiej, metropolii warszawskiej.
Została erygowana w XIV wieku.

## Miejsca święte

### Kościół parafialny
Obecny kościół parafialny pw. Katarzyny Aleksandryjskiej powstał w II połowie XV wieku. Kościół wybudowany został w stylu późnego gotyku, jest budowlą murowaną, orientowaną, jednonawową. Na południowej ścianie kościoła umieszczony jest zegar słoneczny z 1842. Wewnątrz kościoła znajdują się ołtarz główny i dwa ołtarze boczne - wszystkie w stylu barokowym. Wśród wyposażenia kościoła należy wymienić m.in. XVI-wieczną rzeźbę Matki Boskiej z Dzieciątkiem, XVIII-wieczny krucyfiks oraz 4-głosowe organy z 1892. W sąsiedztwie stoi XIX-wieczna murowana dzwonnica.